# 1211 Bressole
1211 Bressole è un asteroide della fascia principale del diametro medio di circa 38,24 km. Scoperto nel 1931, presenta un'orbita caratterizzata da un semiasse maggiore pari a 2,9308786 UA e da un'eccentricità di 0,1583570, inclinata di 12,75533° rispetto all'eclittica.
Il suo nome è in onore del nipote dello scopritore.